# Јагелони
Јагелони или Јагелонци (пољ. Jagiellonowie, лит. Jogailaičiai) су владарска породица која је владала Пољском од 1386. до 1572. године. Чланови ове породице су управљали:
- Кнежевином Литванијом (1377—1392. и 1440—1572)
- Краљевином Угарском (1440—1444. и 1490—1526)
- Краљевином Бохемијом (1471—1526).

Јагелонска ера је раздобље пољске историје током које су Пољском владали Јагелонци.

## Историјат
Оснивач је био литвански кнез Јагело (1377—1434) који се оженио ћерком Лудовика I Јадвигом Пољском која је била пољска краљица чиме је створена пољско-литванска персонална унија (види: Пољско-литванска унија). Да би постао краљ, кнез Јагело је морао примити хришћанство (до тада је био многобожац), тако да је после крштења постао Владислав II Јагело. Ова породична лоза изумире 1572. године са смрћу Жигмунда II Јагелонца, након чега Пољска постаје изборна монархија, а као следећа владарска породица појављују се Васе, по женској линији повезани са Јагелонцима.
Јагелов син Владислав III постао је 1440. године краљ Угарске, као Владислав I, али се његовом погибијом код Варне 1444. године привремено прекида краљевање над Угарском.
Најстарији син Казимира IV, Владислав II Јагелонац Млађи постаје 1471. године краљ Бохемије, а 1490. године и краљ Угарске. Ова линија Јагелонаца изумире 1526, погибијом Лајоша II Јагелонца у Мохачкој бици.

## Назив
Име су добили по оснивачу литванском кнезу Јагелу, потоњем Владислав II.
- Пољски :
- Литвански :
- Чешки :
- Мађарски :
- Белоруски : Ягайлавічы

## Пољсколитвански владари
- Владислав II (литвански кнез од 1377—1401. и пољски краљ 1386—1434)
- Владислав III (1434—1444)
- Казимир IV (1447—1492)
- Јан I Олбрахт (1492—1501)
- Александар (1501—1505)
- Жигмунд Стари (1506—1548)
- Жигмунд II (1548—1572)